# Most Kamienny w Tartu
Most Kamienny (est. Kivisild) – most, który był zlokalizowany w Tartu (ówcześnie Dorpat). Pierwszy kamienny most w krajach bałtyckich.

## Opis

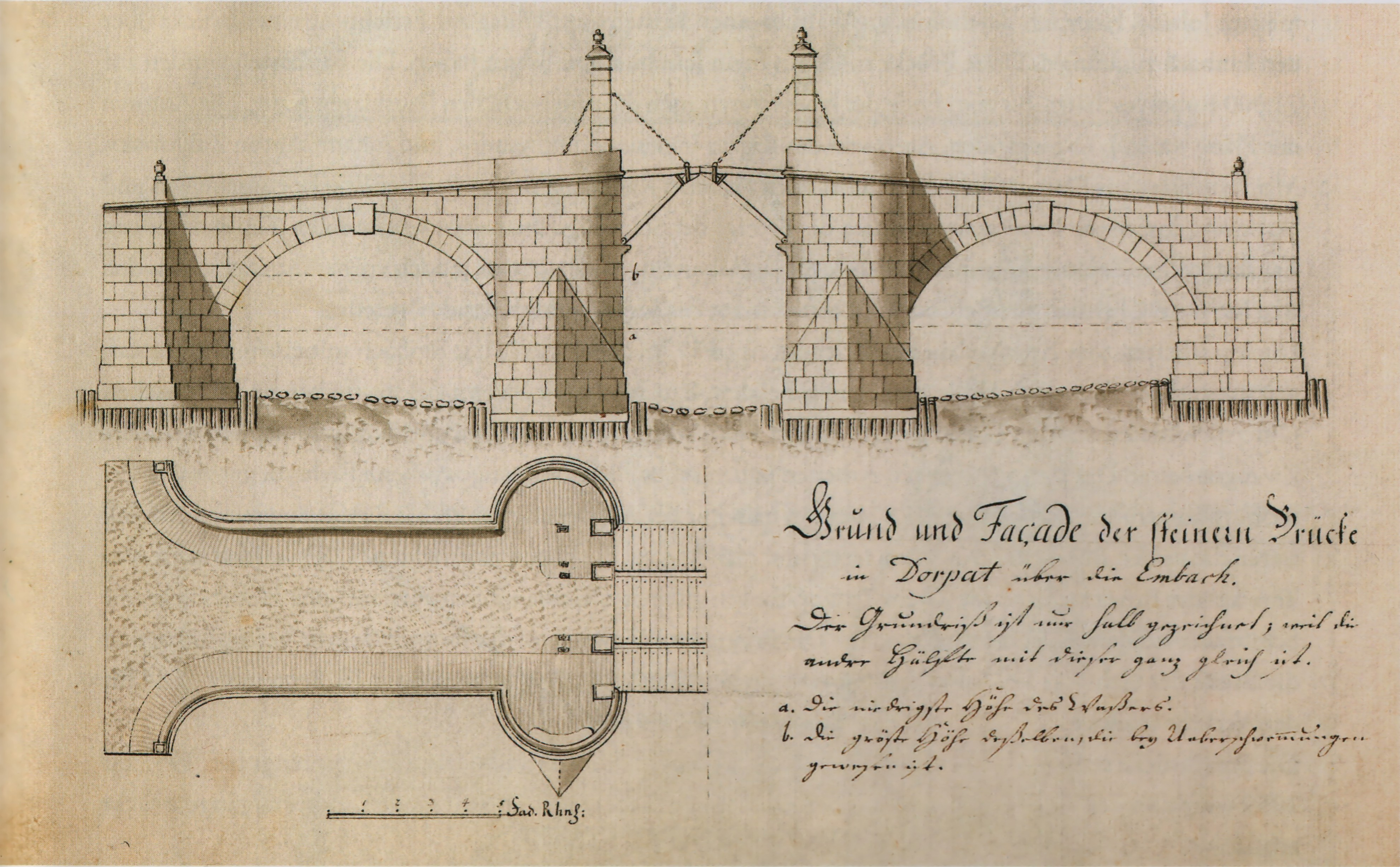
Rysunek przyziemia i fasady Mostu Kamiennego w Dorpacie - aut. Johann Christoph Brotze ?

Decyzję o budowie mostu podjął generał-gubernator Inflant George Brown po pożarze w 1775 r. Most zbudowany z kamienia na rzece Emajõgi zaprojektował J. Carl Siegfrieden. Budowa trwała od 1779 r. do 1784 r. Obiekt został zbudowany pod kierunkiem mistrza murarskiego Johanna Zaklowskiego na polecenie cesarzowej Katarzyny II, która sfinansowała przedsięwzięcie. Most został otwarty 16 września 1784 roku. Podczas budowy północna odnoga Emajõgi została zasypana, a wyspa Holm dołączyła do północnego brzegu rzeki.
Środkowa część mostu została wykonana z drewna i była podnoszona, aby umożliwić żeglugę na Emajõgi. Kamienny most miał 5,6 m szerokości z dwiema bramami, 4 m szerokości przy bramach, a do jego budowy zużyto około 3000 granitowych bloków. 
Na ścianie mostu od strony ratusza znajdowały się dwie kamienne tablice z łacińskimi i niemieckimi napisami: "SISTE HIC IMPETUS FLUMEN CATHARINA II IUBET CUIUS MUNIFICENTIA HAEC MOLES IN COMMODIUM PUBLICUM EXSTRUCTA LIVIONIA QUEPRIMO PONTE LAPIDEO ADORNATA MDCCLXXXIII" (pol. "Rzeko, kieruj tu swym biegiem z rozkazu Katarzyny II, której hojność zbudowała ten most i która w 1783 r. ozdobiła Liwonię pierwszym kamiennym mostem").
Most został zniszczony podczas II wojny światowej: wschodnia część mostu została zniszczona przez wycofujące się wojska radzieckie rankiem 9 lipca 1941 roku, a pozostały zachodni łuk został zniszczony przez wycofujące się wojska niemieckie w 1944 roku.
W latach 50. XX wieku na miejscu Mostu Kamiennego postawiono kładkę pieszą Kaarsild (Most Łukowy). W pobliżu ustawiona jest makieta pierwotnego obiektu.
Most Kamienny uwieczniono na znaczkach pocztowych w 1997 r. i w 2018 r.
Był to pierwszy kamienny most w krajach bałtyckich.

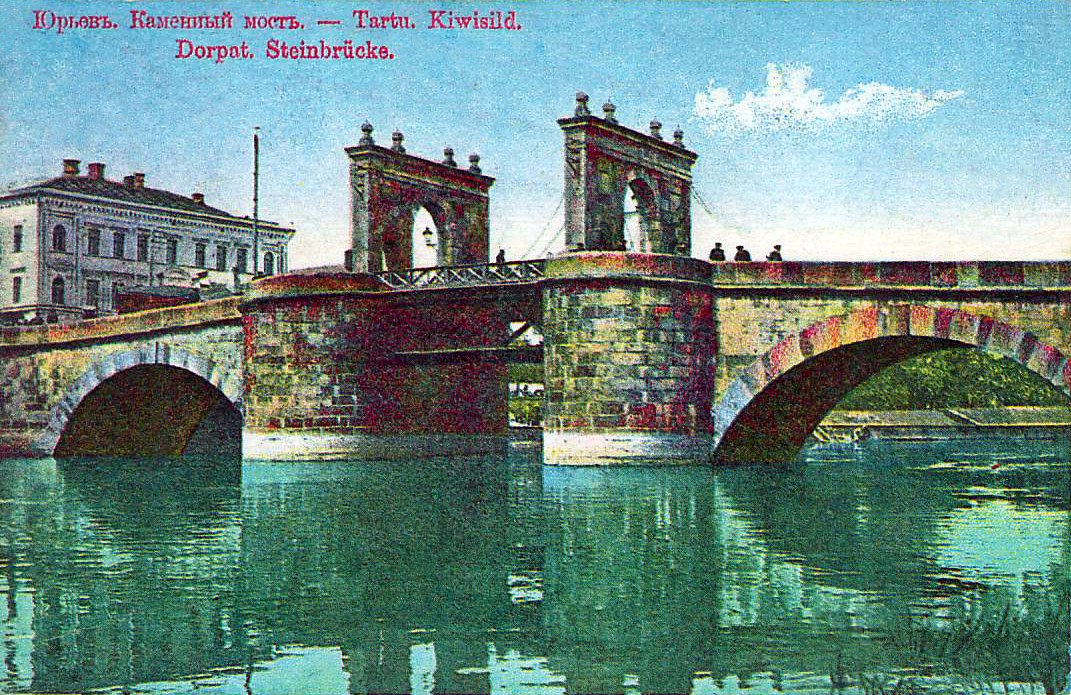
Most Kamienny w 1913 r.